# Komunikacja miejska w Lublinie
Komunikacja miejska na obszarze Lublina działa od 1912 z przerwami w okresie pierwszej i drugiej wojny światowej. Po zakończeniu drugiego z tych konfliktów przeżywała dynamiczny wzrost. Długą tradycję ma komunikacja elektryczna, którą planowano już pod koniec XIX w., a otwarto w połowie XX w. – jako sieć trolejbusową. Od tej pory trolejbusy są charakterystycznym elementem Lublina. Po wstąpieniu Polski do Unii Europejskiej poczyniono gruntowne inwestycje.

## Historia

### Pierwsze lata
2 lutego 1897 władze miasta zaproponowały utworzenie miejskiej komunikacji tramwajowej. Tory miały połączyć dworzec PKP, ul. Zamojską, Królewską, Krakowskie Przedmieście i Ogród Saski, a poza tym targ przy ul. Świętoduskiej i ul. Lubartowską. Zakładano, że tramwaje (konne lub mechaniczne) jeździłyby co 10 minut. Miasto zawarło z przedsiębiorstwem Siemens und Halske umowę na budowę elektrowni i sieci tramwajowej. Jednak ostatecznie do wykonania inwestycji nie doszło.
28 listopada 1912 na ulice wyjechały pierwsze autobusy. Były to pojazdy Benz-Hagenan, należące do Lubelskiej Spółki Samochodowej. Jak podawała prasa codzienna: „jeden z nich kursuje między stacją, a kościołem na Kalinowszczyźnie, drugi między stacją a ogrodem miejskim, trzeci między ul. Szopena a Ruską”. Autobusy te kursowały nieregularnie i często się psuły. Wybuch I wojny światowej spowodował likwidację LSS.

### Od I do II wojny światowej

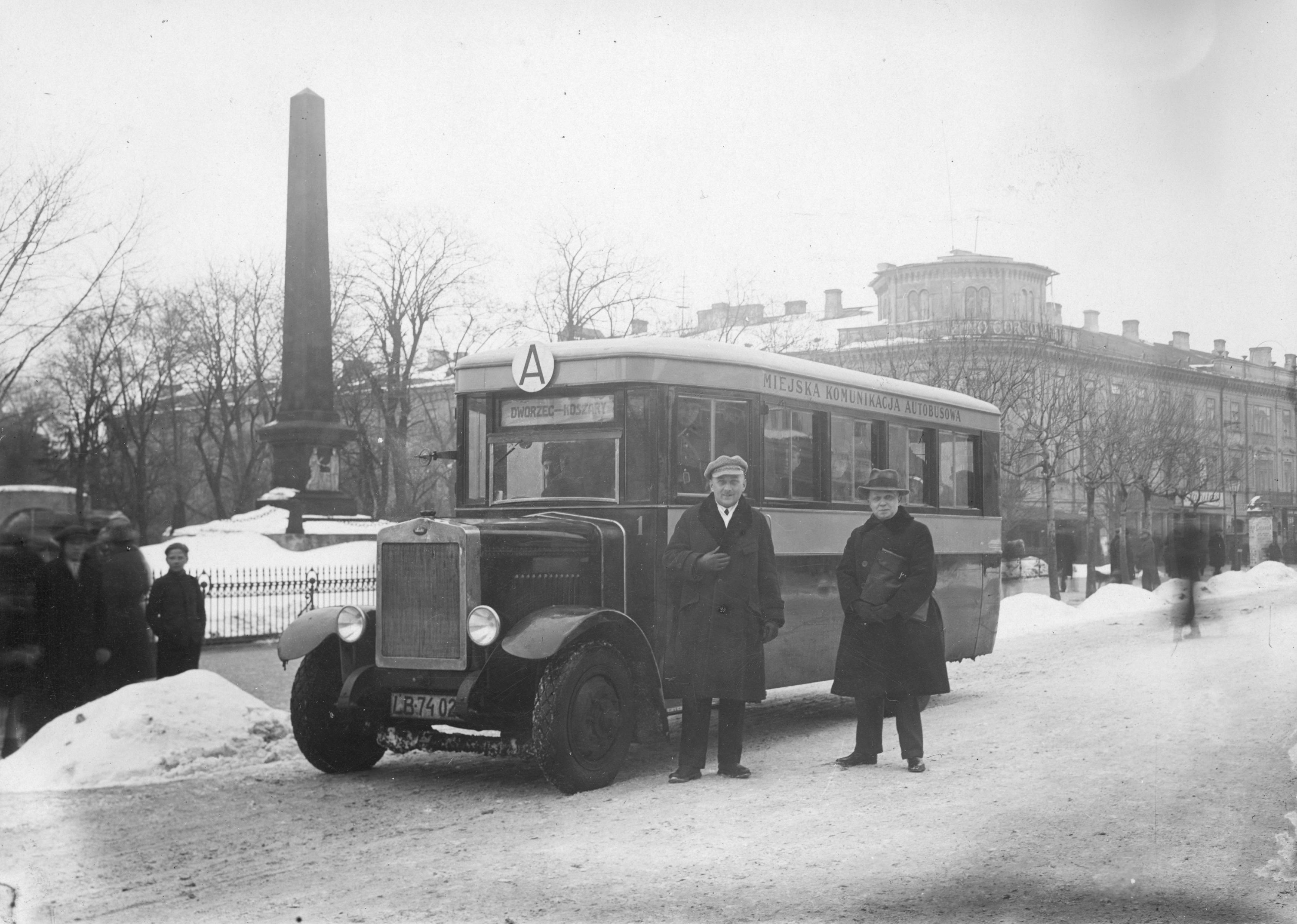
Przedwojenny autobus Škoda linii A – Dworzec-Koszary (rok wykonania fotografii nieznany)

W 1917 powrócono do planów budowy sieci tramwajowej. Podobnie jak na początku zakładano, że tramwaje jeździłyby z dworca PKP na Krakowskie Przedmieście i ul. Lubartowską. Kreślono przedłużenie linii odpowiednio: na Wieniawę i na Stary Kirkut przez ul. Ruską. Tym razem chodziło o tramwaje towarowe, zaopatrujące zakłady przemysłowe. Wówczas Austro-Daimler Akcyjne Towarzystwo Motorowe z Genewy zaproponowało budowę sieci bez szyn (trolejbusową), argumentując, że jest to tańsze rozwiązanie. Władze miejskie odrzuciły ofertę. Tłumaczyły, że nie miały odpowiedniej wiedzy o tej technologii.
Pojazdy komunikacji miejskiej pojawiły się na ulicach Lublina w 1921. Były one jednak własnością prywatną. Kilka lat później obsługę przewozów pasażerskich przejęła Krajowa Spółka Akcyjna Budowy i Eksploatacji Samochodów, a następnie (1924) spółka „Autopol”. Po mieście poruszało się sześć autobusów obsługujących dwie linie: Szpital Żydowski – Dworzec i Dworzec – Uniwersytet (KUL). Pojazdy odstawiano do garaży przy ul. Świętoduskiej. Bilety kosztowały: 50 gr (dla dorosłych) i 25 gr (dla dzieci).
W latach 20. XX w. budowanie sieci tramwajowej było niemożliwe. Powodem był brak elektrowni miejskiej. Powstała ona dopiero w 1928, jednak w następnym roku Lublin dotknął kryzys gospodarczy, który przekreślił postęp dużych inwestycji.
1 stycznia 1929 utworzono przedsiębiorstwo Autobusy Miejskie miasta Lublina. Funkcjonowały dwie linie. Pierwsza, oznaczona literą A, kursowała na trasie Dworzec – Koszary. Druga, oznaczona literą B, kursowała na trasie Dworzec – Kalinowszczyzna. Zbyt mała liczba autobusów powodowała niezadowalającą częstotliwość kursowania oraz przepełnienie pojazdów. Rozwiązaniem problemu okazało się uruchomienie specjalnego autobusu na trasie Brama Krakowska – Kino „Venus”, w którym po zakupieniu biletu autobusowego pasażer otrzymywał bezpłatny bilet do kina.
W kolejnych latach uruchomiono nowe linie, a tabor wzrósł do 12 sztuk pojazdów marki Chevrolet, Henschel, Škoda oraz Ursus. W 1937 Autobusy Miejskie miały 1,8 miliona pasażerów. Na przełomie lat 1938/1939 wybudowano zajezdnię przy ul. Garbarskiej. Mieściła ona 30 pojazdów.
Wybuch II wojny światowej spowodował zawieszenie komunikacji miejskiej w Lublinie i zatrzymanie planów budowy sieci tramwajowej. Została zniszczona zajezdnia. W 1942 Niemcy sprowadzili 4 autobusy marki Saurer, które obsługiwały jedną linię, głównie na potrzeby ludności niemieckiej.

### Czasy powojenne
Po zaprzestaniu działań wojennych, w sierpniu 1944 ruszyła komunikacja miejska. W tym czasie kursowało 6 samochodów ciężarowych marki Gaz. Dla miejskiej komunikacji pracowało 16 osób, w tym 7 kierowców.
Pierwszą linię autobusową uruchomiono 13 kwietnia 1946. Pojazdy jeździły na trasie Dworzec PKP – ul. Lipowa. Później linię przedłużono do Koszar.
W kwietniu 1946 powstała Miejska Komunikacja Samochodowa (MKS). W 1947 funkcjonowały cztery linie miejskie i dwie podmiejskie (do Kurowa i do Piask). W 1948 uruchomiono połączenie do Krzczonowa. W 1950 działało już osiem linii miejskich. Linie do Piask i Krzczonowa zlikwidowano.
W tym okresie tabor był zorganizowany prowizorycznie. W 1946 MKS miała do dyspozycji 10 pojazdów różnych marek i modeli, w tym amerykańskie ciężarówki wojskowe. Do ich skrzyń ładunkowych wstawiono ławki i przykryto je plandekami, dlatego nazywano je plandekowcami. MKS używała samochodów Bedford i Fordson, autobusa Saurer i pojazdu Chevrolet Bulldog. Wyjeżdżały one z garaży przy ul. Lipowej. W kolejnym roku MKS posiadała 11 plandekowców, Chevroleta, pojazdy marek Magirus i Renault, samochód osobowy Willys MB oraz motocykl Harley-Davidson. Rok później (1948) sprowadzono z Wrocławia autobus marki Büssing i ciężarówkę Saurera. MKS miała wtedy 5 autobusów i 22 plandekowce. W 1949 pozyskano kolejne osiem pojazdów i dwie przyczepy osobowe.
Pojazdy były przepełnione i nadmiernie obciążone. Brakowało części zamiennych i właściwych autobusów. W 1948 na trasach jeździło 7–9 pojazdów obsługujących ponad 5 mln pasażerów rocznie. W 1951 na 24 pojazdy ogółem po mieście jeździło tylko dziewięć. W 1952 liczba pasażerów rocznie wyniosła 7 mln.
W 1947 rozpoczęto odbudowę zajezdni przy ul. Garbarskiej. Zajezdnia wznowiła funkcjonowanie w 1949. W 1950 przedsiębiorstwo zmieniło nazwę na Miejskie Zakłady Komunikacyjne, a rok później na Miejskie Przedsiębiorstwo Komunikacyjne (MPK).
Powrócono także do planów budowy sieci tramwajowej. Ostatecznie jednak – ze względu na koszty budowy torowisk – wybrano realizację trakcji trolejbusowej. Był to czas, gdy stan taboru autobusowego był zły, częstotliwość kursowania była niska, a liczba pasażerów wzrastała.

### Rozwój trakcji trolejbusowej
Budowa trakcji trolejbusowej rozpoczęła się w 1952. Pierwsza linia trolejbusowa (nr 15) została otwarta 21 lipca 1953, w przeddzień Narodowego Święta Odrodzenia Polski. Miała ona 7 km. Łączyła Dworzec Główny PKP z ul. Nowotki (dziś Radziszewskiego) i biegła ulicami: Pocztową, 1 Maja, Buczka (przez stary most na Bystrzycy), Krakowskie Przedmieście i Alejami Racławickimi do ul. Uniwersyteckiej.
Jeszcze w 1953 wydłużono sieć trakcyjną przez ul. Kunickiego do pętli na Dziesiątej (przy ul. Mickiewicza). W 1954 otwarto połączenie przez Al. Racławickie do Zespołu Osiedli Robotniczych Zachód i koszar (rejon dzisiejszego ronda Honorowych Krwiodawców). W 1958 wydłużono trakcję od pl. Łokietka na północ przez ul. Lubartowską do pętli na rogatce lubartowskiej. W kolejnych latach sieć doprowadzono m.in. do Abramowic (1961), przez ul. Lipową i al. Świerczewskiego (po dekomunizacji – Piłsudskiego; 1961) i na al. Warszawskiej (1963). Połączono też ul. Narutowicza, Głęboką i Filaretów na Rury, do osiedli Lubelskiej Spółdzielni Mieszkaniowej. Następnie trakcję wydłużono do Fabryki Samochodów Ciężarowych przy ul. Mełgiewskiej (1966). Drogą Męczenników Majdanka zbudowano połączenie Kośminka, Bronowic i Majdanka.
Pierwotnie linie trolejbusowe obsługiwały radzieckie pojazdy typu JaTB-2. Jednakże z ośmiu sztuk, rocznik 1937, kursowały tylko trzy. W 1955 MPK otrzymało sześć 100-miejscowych trolejbusów Škoda 8Tr, które zastąpiły awaryjne JaTB. Po dwóch latach przybyły kolejne trzy takie pojazdy. Nowsze modele, Škody 9Tr, zakupiono w 1963.
Równolegle rozbudowywano tabor autobusowy. W 1951 MPK otrzymało sześć Mavagów Tr-5. W 1954 w taborze znajdowało się 15 Mavagów Tr-5, osiem Ikarusów 60, dwa Stary 52 oraz dwa ostatnie powojenne nietypowe pojazdy. W latach 1956–1958 przybyło po 10 autobusów rocznie. Były to Ikarusy, Stary i pięć Sanów H-01. W 1959 przyjechało 14 Sanów i pięć autobusów Škoda 706 RTO MEX. W sumie MPK posiadało wtedy 64 autobusy i 28 trolejbusów, przy czym kursowało 28 autobusów i 10 trolejbusów. W 1960 tabor został poszerzony o 10 Sanów.
W 1957 funkcjonowało 13 linii, numerowanych od 0 do 16, w tym dwie trolejbusowe dzienne i jedna nocna. W 1958 było 15 linii, numerowanych od 1 do 17, w tym trzy trolejbusowe. W 1964 MPK obsługiwało 23 linie, w tym 10 trolejbusowych. Pięć lat później pojazdy kursowały na 35 liniach, w tym pięciu trolejbusowych.
Początkowo trolejbusy były holowane z zajezdni przy ul. Garbarskiej. W 1957 rozpoczęto budowę zajezdni autobusowo-trolejbusowej. Była ona zaplanowana na 100 pojazdów. Zlokalizowano ją na Helenowie. W styczniu 1960 oddano do użytku pierwszą halę, a całość inwestycji zakończono wiosną 1963.
Na początku lat 60. naukowcy z Politechniki Warszawskiej obliczyli, że w Lublinie powinno jeździć co najmniej 65 autobusów i 41 trolejbusów. W rzeczywistości jeździło ok. 20–30 autobusów i 28 trolejbusów. Tylko 40% taboru ogółem stanowiły sprawne pojazdy. W 1963 ogłoszono, że w MPK brakowało co najmniej 30 kierowców. W 1966 przedsiębiorstwu pomogli „społeczni kontrolerzy”.

### Problemy komunikacji trolejbusowej i skutki kryzysu naftowego

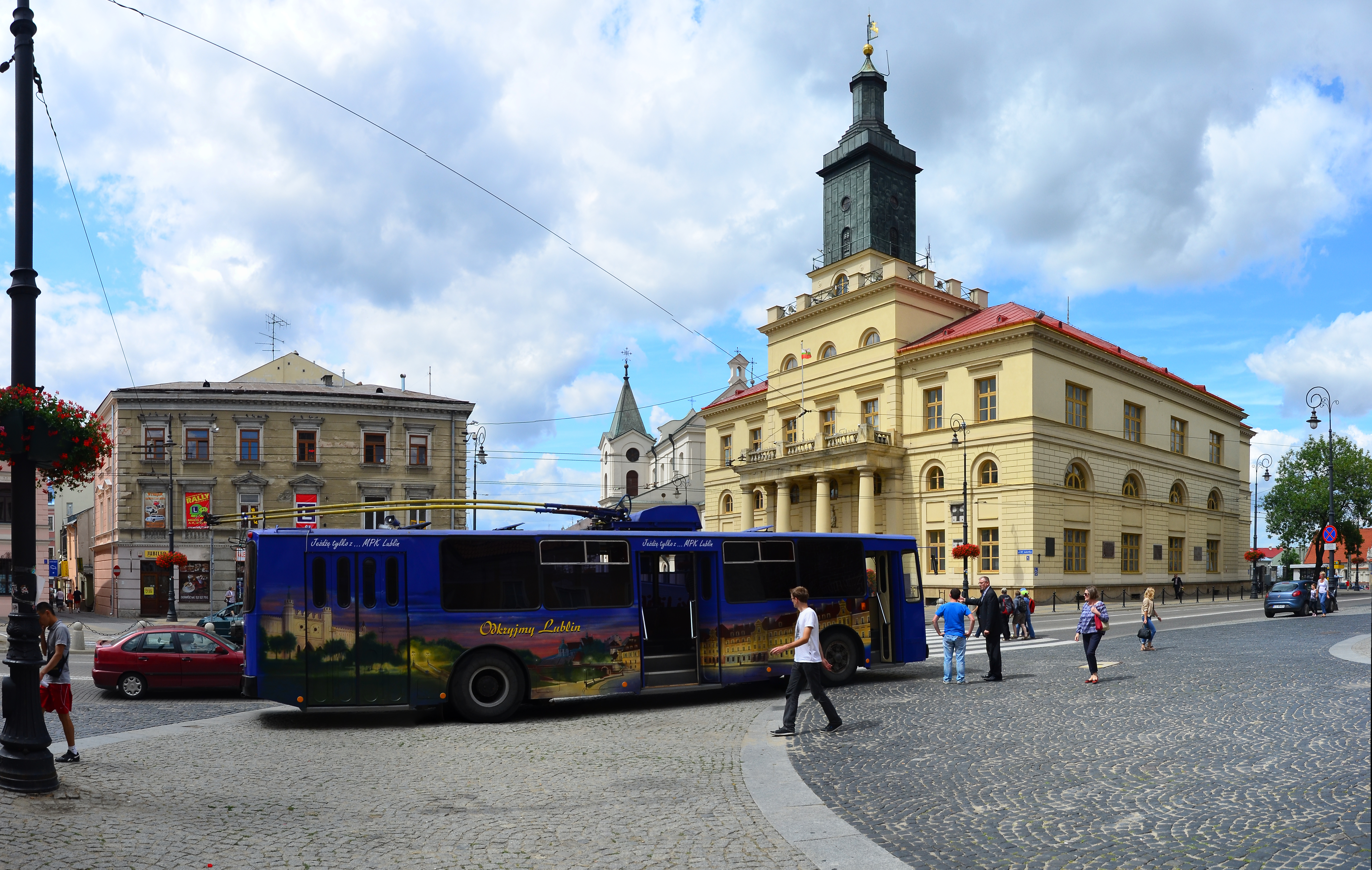
Zabytkowy ZIU-9 przed Ratuszem (2012)

W połowie lat 60. sytuacja obróciła się na niekorzyść trolejbusów. Ich zakup i utrzymanie były zazwyczaj bardziej kosztowne niż zakup i utrzymanie autobusów. Lublin był wyjątkiem – różnica była mniejsza. Dodatkowo w Polsce zaczęto masowo produkować autobusy Jelcz 272 MEX, trzykrotnie tańsze od trolejbusów Škody. Inne polskie miasta zmagały się z problemami taborowymi, a jednocześnie nie planowano uruchomić krajowej produkcji trolejbusów. Władze centralne podjęły decyzję o rezygnacji z trolejbusów na rzecz autobusów. Trakcji pozbył się szereg polskich miast. W 1972 roku w Lublinie zlikwidowano sieć do Sławina przez al. Warszawską. Rozważano likwidację trakcji. W kolejnych latach zdemontowano sieć na ul. Pocztowej i 1 Maja (od pl. Bychawskiego do pl. Dworcowego).
Mimo likwidacji linii trolejbusowych MPK było w świetnym stanie. W 1971 zajęło III miejsce w międzyzakładowym współzawodnictwie przedsiębiorstw komunikacji miejskiej w kraju. Rok później zajęło II miejsce, a w 1973 I miejsce.
Kolejną zmianę przyniósł kryzys naftowy z 1973, którego skutkiem był wzrost cen ropy naftowej w Europie. Okazało się, że potrzeba alternatywy dla autobusów. W 1975 zakupiono radzieckie pojazdy ZIU 689, które zastąpiły stare Škody. Nie rozbudowywano jednak trakcji, mimo rozwoju nowych osiedli.

### Kryzys taborowy

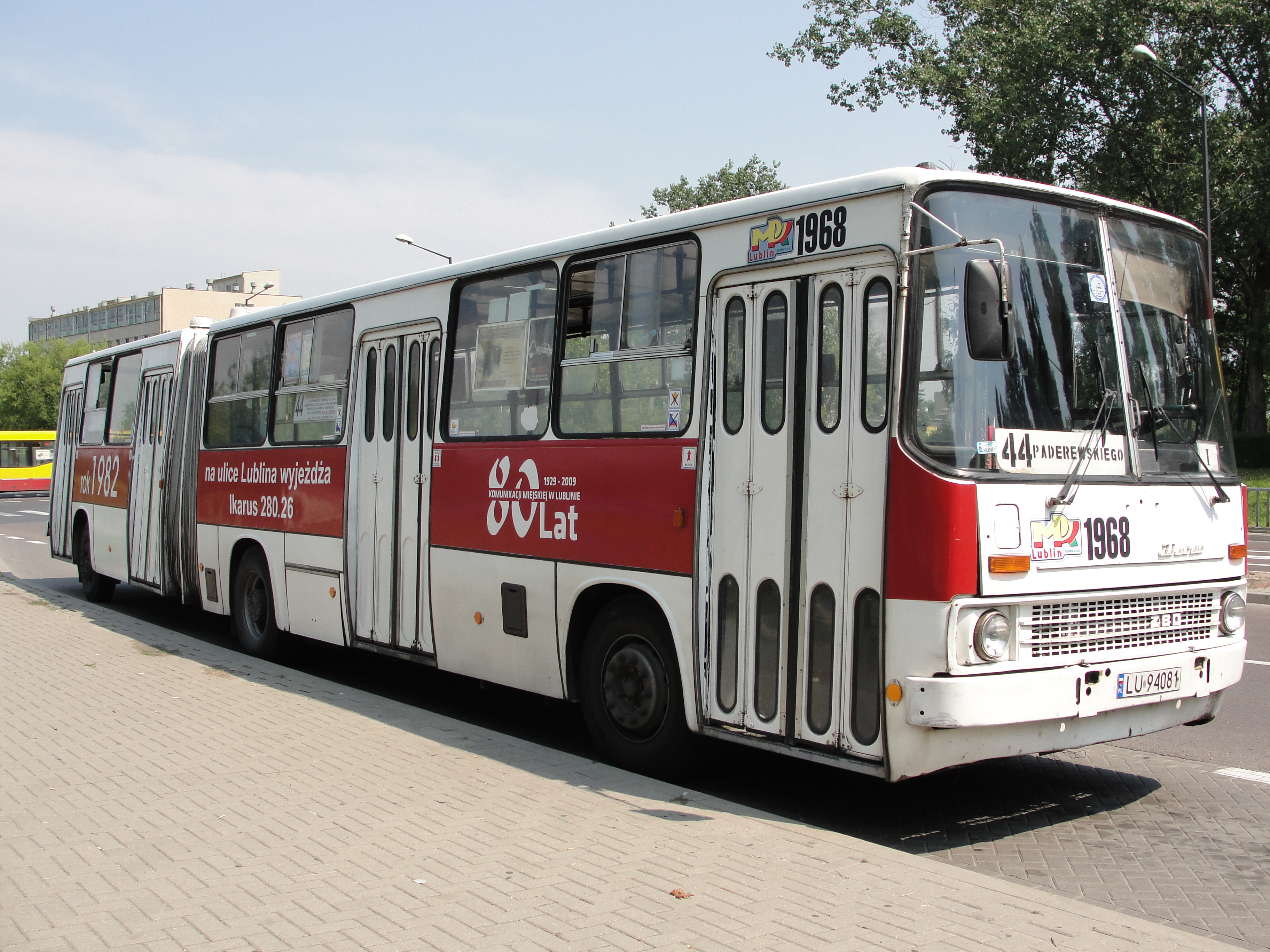
Kursujący do 2012 Ikarus 280.26, ul. Bohaterów Monte Cassino (2009)

W tym czasie Lublin rozwijał się, a liczba mieszkańców dochodziła do 300 tys. MPK brakowało pojazdów, brakowało też taksówek. Sposobem na załagodzenie problemu było uruchomienie pospiesznych linii obsługiwanych przez mikrobusy marki Nysa. Miało ono miejsce w 1975. Obowiązywał w nich osobny rodzaj biletów. Pojazdy mogły ruszać przed rozkładową godziną odjazdu i zatrzymywać się poza przystankami. Nysy obsługiwały siedem linii oznaczonych literami („E”, „F”, „G”, „H”, „K”, „L” i „M”).
W październiku 1975 MPK otrzymało trzy pierwsze trolejbusy ZiU-9. Stanowiły one początek realizacji kontraktu na dostawy tych pojazdów. W 1976 tabor MPK powiększył się o 59 Autosanów, siedem Jelczy oraz dziewięć trolejbusów ZiU-9. Pozwoliło to na wydłużenie istniejących linii komunikacyjnych oraz uruchomienie nowych linii (także pośpiesznych). W okresie letnim zorganizowano tzw. zielone linie do Dąbrowy.
W 1976 w związku z uzupełnieniem taboru ograniczono korzystanie z mikrobusów – jeździły one już tylko w godzinach szczytu. Następnie skierowano je do obsługi połączeń podmiejskich, a miejskie linie mikrobusowe zlikwidowano. Ostatnią linię mikrobusową (do Świdnika) zlikwidowano na początku 1978.
Mimo ciągłych dostaw nowych pojazdów stale odczuwalny był niedobór środków komunikacji. Ponadto dostawy taboru pogorszyły sytuację zaplecza technicznego przedsiębiorstwa, pogłębiły się trudności z parkowaniem pojazdów. W lipcu 1976 utworzono Zakład Komunikacji Miejskiej w Kraśniku, filię MPK w Lublinie. Na początek przekazano z lubelskiego zakładu 37 autobusów marki San, co pozwoliło na uruchomienie 10 linii autobusowych. W 1977 do MPK dostarczono 30 Jelczy, 27 Autosanów oraz 14 trolejbusów ZiU-9. Rok później do przedsiębiorstwa dotarło m.in. 15 nowoczesnych autobusów Jelcz Berliet PR110 oraz kolejnych sześć trolejbusów ZiU-9.
Pod koniec lat 70. MPK zwróciło się do Politechniki Lubelskiej z prośbą o opracowanie raportu na temat komunikacji miejskiej. Naukowcy z Politechniki mieli rozważyć też utworzenie trakcji tramwajowej. Opowiedzieli się również za tym, żeby ul. Zamojska (wtedy Buczka) i Krakowskie Przedmieście były dostępne wyłącznie dla komunikacji miejskiej.
Ze względu na rozwój motoryzacji i wzrastającą liczbę mieszkańców w 1980 problem stanowiło natężenie ruchu na ulicach Lublina. Zrealizowane dostawy taboru dla MPK były niższe od zaplanowanych – jedynie dostawy trolejbusów wykonano zgodnie z planem. Nie polepszyło to jednak komunikacji w mieście. Powodem była niedostosowana na taką liczbę pojazdów istniejąca wówczas trakcja trolejbusowa oraz brak kierowców. W tym samym roku w związku z postępującym kryzysem w całej Polsce rozpoczęły się demonstracje i strajki. Lubelskie MPK po raz pierwszy strajkowało 18 lipca. Komunikacja w mieście stanęła.
Innym poważnym problemem MPK była mała zajezdnia. W 1981 trwała budowa zajezdni na Majdanie Tatarskim, jednakże z braku miejsca podjęto decyzję o tymczasowym parkowaniu części trolejbusów wzdłuż ul. Mełgiewskiej. Krytyczna sytuacja związana z brakiem części zamiennych do autobusów, w szczególności akumulatorów i opon, spowodowała zmniejszenie obsady na niektórych liniach autobusowych, skrócenie tras innych lub ich zawieszenie. Problem braku miejsc postojowych dla pojazdów MPK złagodziło nieco przejęcie terenu po starej cegielni wzdłuż ul. Nałęczowskiej.
W 1984 przekazano do użytku pierwszą część nowej zajezdni na Majdanie Tatarskim. Przygotowano tam place postojowe dla 300 autobusów, stację paliw, lakiernię, halę obsług codziennych, stację diagnostyczną, magazyny i zaplecze socjalne. W 1985 w nowej zajezdni na Majdanie Tatarskim oddano do użytku halę napraw głównych ze stanowiskami naprawczymi, blacharskimi, nauki zawodu i częścią socjalną dla zatrudnionej załogi. W 1989 brakowało ponad 100 kierowców, aby można było wykorzystać w pełni posiadany tabor MPK. Spowodowane to było niskimi zarobkami, które przedsiębiorstwo oferowało pracownikom.
W 1986 uruchomiono dwie linie pospieszne. Decyzję o utworzeniu takich linii poprzedziły konsultacje, w ramach których pasażerowie zgłaszali propozycje co do przebiegu tras. W efekcie powstały trasy łączące osiedla mieszkaniowe na Czechowie i Czubach z zakładami przemysłowymi we wschodniej części miasta. Przystanki końcowe linii „A” wyznaczono na ul. Koncertowej i ul. Grygowej. Autobusy zatrzymywały się jedynie na siedmiu przystankach pośrednich. Z kolei przystanki końcowe linii „B” znajdowały się na ul. Wojciechowskiej i ul. Metalurgicznej. Na tej linii było 10 przystanków pośrednich. W obydwu liniach obowiązywał osobny rodzaj biletów, a bilety na zwykłe linie były nieważne. Szybko okazało się, że linie pośpieszne nie cieszyły się popularnością. Istniały tylko kilka miesięcy. Od tamtego czasu nie wznawiano linii pośpiesznych w Lublinie.
W 1988 zakupiono nowe fabrycznie trolejbusy Jelcz PR110E, produkowane w Polsce. Dostawy kolejnych pojazdów trwały cztery lata i umożliwiły wycofanie starych ZIU. W 1990 roku po raz pierwszy od wielu lat wydłużono sieć trolejbusową przez al. Kraśnicką na Węglin.

### 1990–2004
Zmiany ustroju gospodarczego wpłynęły na zarządzanie lubelską komunikacją miejską. W sierpniu 1991 MPK w Lublinie przestało funkcjonować jako przedsiębiorstwo państwowe i 1 września 1991 zaczęło działalność jako zakład budżetowy.
Komunikacja miejska miała w tym okresie problemy finansowe. Zlikwidowano szereg linii, w tym większość podmiejskich. W tej sytuacji zaczęli działalność przewoźnicy prywatni. Pierwsza linia, uruchomiona w 1990, przebiegała z os. Szymanowskiego do ul. Hempla (od 2017 ulica ta nosi nazwę Zesłańców Sybiru). W kolejnych latach przewoźnicy prywatni zaczęli konkurować z MPK. Jeździli po najpopularniejszych trasach obsługiwanych przez MPK w godzinach, kiedy z komunikacji korzysta najwięcej pasażerów.
Problemy finansowe były też przyczyną zmian cen biletów. Z powodu hiperinflacji ceny biletów zmieniały się kilka razy w ciągu roku. W kwietniu 1989 bilet normalny kosztował 26 zł, w marcu 1990 – 400 zł, w czerwcu 1991 – 1500 zł, a w marcu 1993 – 4000 zł. 1 lipca wprowadzono nowe bilety jednorazowe. Były one ważne przez 10, 20 i 60 minut od skasowania. Ich ceny wynosiły: 4000, 6000 i 10000 zł. W 1995 miała miejsce denominacja złotego. W związku z tym nowe ceny biletów wynosiły: 40 i 60 gr oraz 1 zł.
Na początku lat 90. XX w. na ulicach Lublina pasażerów przewoziły trzy trolejbusy przegubowe Ikarus 280E zbudowane na bazie autobusów Ikarus 280. Od 1993 roku na trolejbusy przebudowano 4 posiadane autobusy Fiat 418AC. Eksploatowano je do 1999 roku. Odzyskiwano też pojazdy ze zlikwidowanych sieci trolejbusowych w Dębicy, Warszawie i Słupsku.
W latach 1992–1998 uruchomiono system biletów okresowych, uruchomiono system biletów jednorazowych czasowych, zaczęto świadczyć usługi w zakresie przewozów osób niepełnosprawnych oraz wprowadzono do eksploatacji pierwsze autobusy niskopodłogowe (Jelcze M121).
W 1994 część Krakowskiego Przedmieścia, od pl. Litewskiego do ul. Kapucyńskiej, została zamknięta dla ruchu kołowego i przekształcona w deptak. Kursującym tamtędy autobusom zmieniono trasy, a linie trolejbusowe zlikwidowano. Nie ustawiono trakcji trolejbusowej na trasie alternatywnej – z Krakowskiego Przedmieścia przez ul. 3 Maja na al. Solidarności. Spowodował to sprzeciw służb konserwatorskich wobec stawiania słupów trakcyjnych na tej trasie. W rezultacie zmniejszył się udział trolejbusów w systemie komunikacyjnym miasta.
W późniejszych latach ze względu na kryzys taborowy ponownie planowano likwidację sieci trakcyjnej. Jednakże w 2000 przedłużono trakcję trolejbusową od pętli na ul. Lubartowskiej do ulicy Chodźki.
1 stycznia 1998 r. stało się spółką z ograniczoną odpowiedzialnością.
W drugiej połowie lat 90. na terenie Lublina było ponad 540 przystanków komunikacji miejskiej. W sumie MPK korzystała z prawie 630 przystanków na terenie miasta i poza jego granicami. Ponad połowa z nich była wyposażona jedynie w słupek. Na pozostałej części stały wiaty różnych rodzajów. 15% przystanków było wyposażonych w wiaty niestandardowe, inne niż dwóch głównych typów.
Długo nie było norm dotyczących wszystkich przewoźników – prywatnych i MPK. Pierwszą taką decyzję władze miejskie podjęły w 2002. Połączenia prywatne pojawiły się we wspólnych z MPK rozkładach jazdy. Ponadto przewoźników prywatnych skierowano do obsługiwania także mniej rentownych linii. Zaczęli oni świadczyć usługi przez dłuższą część doby oraz w dni wolne od pracy.

### Po wstąpieniu do UE
W 2006 rozpoczęto budowę sieci na ul. Głębokiej (od ulicy Filaretów do Wileńskiej), Wileńskiej, Bohaterów Monte Cassino, Armii Krajowej i Orkana. Przy budowie trasy zastosowano najnowocześniejsze rozwiązania techniczne: elastyczną sieć na wysięgnikach, szybkoprzejezdne łuki i zwrotnice. Nową trasę oddano do użytku w 2007, kierując tamtędy trolejbusy linii 153.
W kwietniu 2008 dobudowano lewoskręt dla trolejbusów z alei Piłsudskiego w ulicę Narutowicza. Dzięki temu trolejbusy linii 153 w kierunku Węglina zaczęły jeździć zmienioną trasą, a ponadto znów wykorzystywany jest liniowo odcinek w ulicach Narutowicza, Głęboka i Filaretów w kierunku LSM, nieużywany od 2004, czyli od likwidacji linii 157.
W 2009 został powołany Zarząd Transportu Miejskiego w Lublinie, który organizuje komunikację miejską. Wspólna taryfa biletowa objęła wszystkich przewoźników na liniach miejskich. W tym samym roku Zarząd Transportu Miejskiego wprowadził jednolite barwy czerwono-biało-zielone (barwy miejskie) dla wszystkich pojazdów MPK, jak również przewoźników prywatnych. Te barwy wygrały w ankietach przeprowadzonych na stronach internetowych gazet lubelskich.
W 2011 zaczęto realizować program rozwoju sieci trolejbusowej. Zbudowano nowe odcinki sieci trakcyjnej oraz zakupiono dziesiątki pojazdów. W 2014 Lublin, jako pierwsze polskie miasto, kupiło fabrycznie nowe, niskopodłogowe trolejbusy przegubowe. Projekt modernizacji i rozbudowy sieci oraz zakup taboru trwał do roku 2015.
W 2021 dokonano szeregu zmian dotyczących taryfy i zakupu biletów. Zmieniono ceny i ważność czasową biletów. Wprowadzono też opłaty od liczby przejechanych przystanków (taryfę przystankową). Umożliwiono zakup biletów okresowych na dowolną liczbę dni. Pojazdy zostały wyposażone w kasowniki do płatności zbliżeniowych. Kasowniki te wydają bilety elektroniczne (nie drukują biletów). Dodatkowo poszerzono drugą strefę taryfową o miejscowości z wszystkich podlubelskich gmin.
W tym samym roku rozpoczęto konsultacje w sprawie zmiany układu połączeń. Nowy układ ma funkcjonować od 2024. Uwzględni on dworzec metropolitalny jako centralny węzeł przesiadkowy (działający od 2022) oraz pierścień węzłów przesiadkowych znajdujących się na obrzeżach Lublina. Zmiana układu będzie przeprowadzona we współpracy z przedstawicielami dzielnic administracyjnych, Politechniką Lubelską i ościennymi gminami.

## Inwestycje w tabor po 2004

### Inwestycje w tabor autobusowy

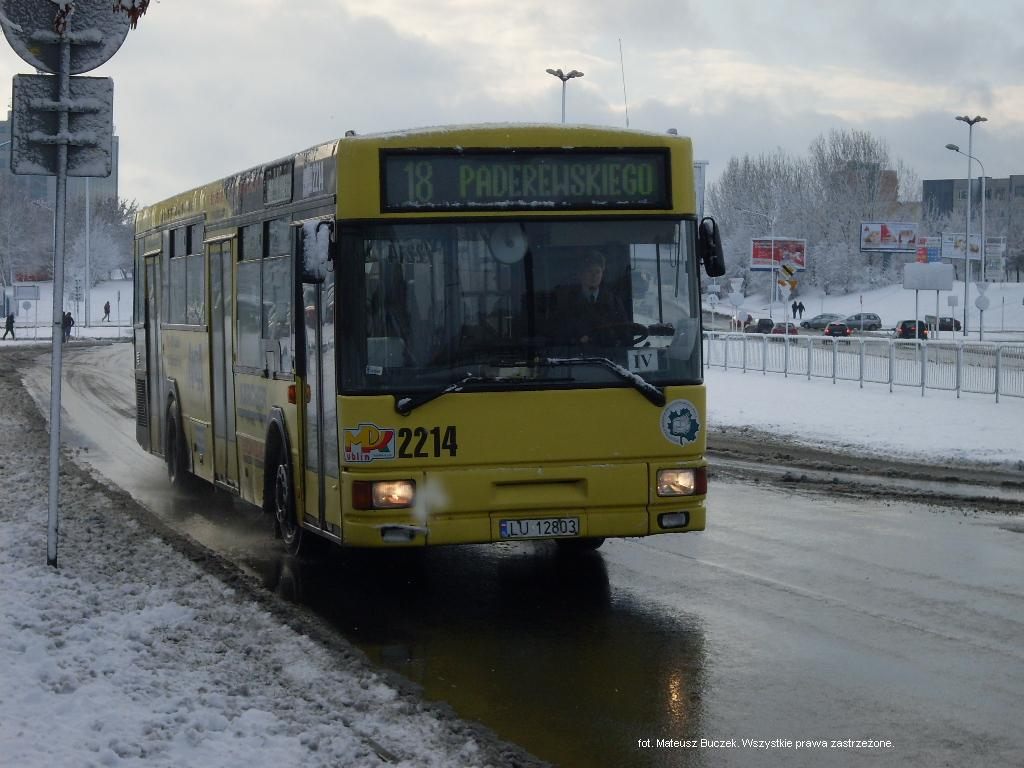
Jelcz M121M, ul. Choiny (2008)

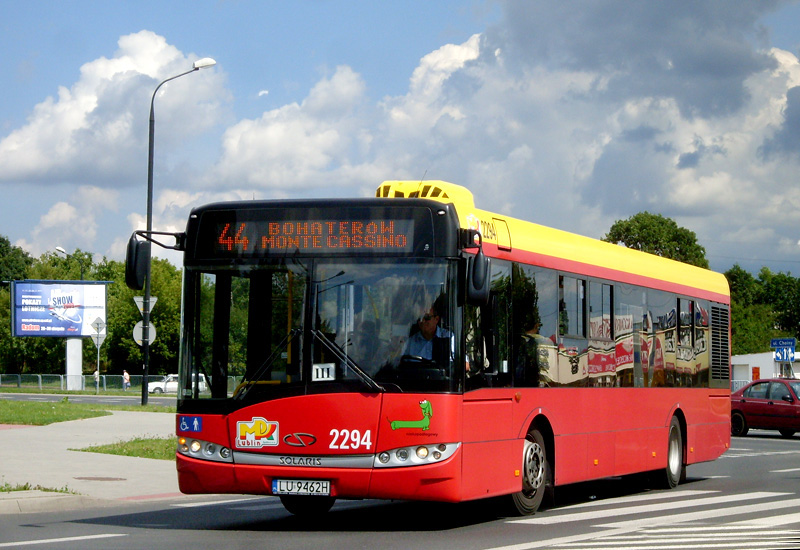
Solaris Urbino 12 na ul. Józefa Elsnera (2009)

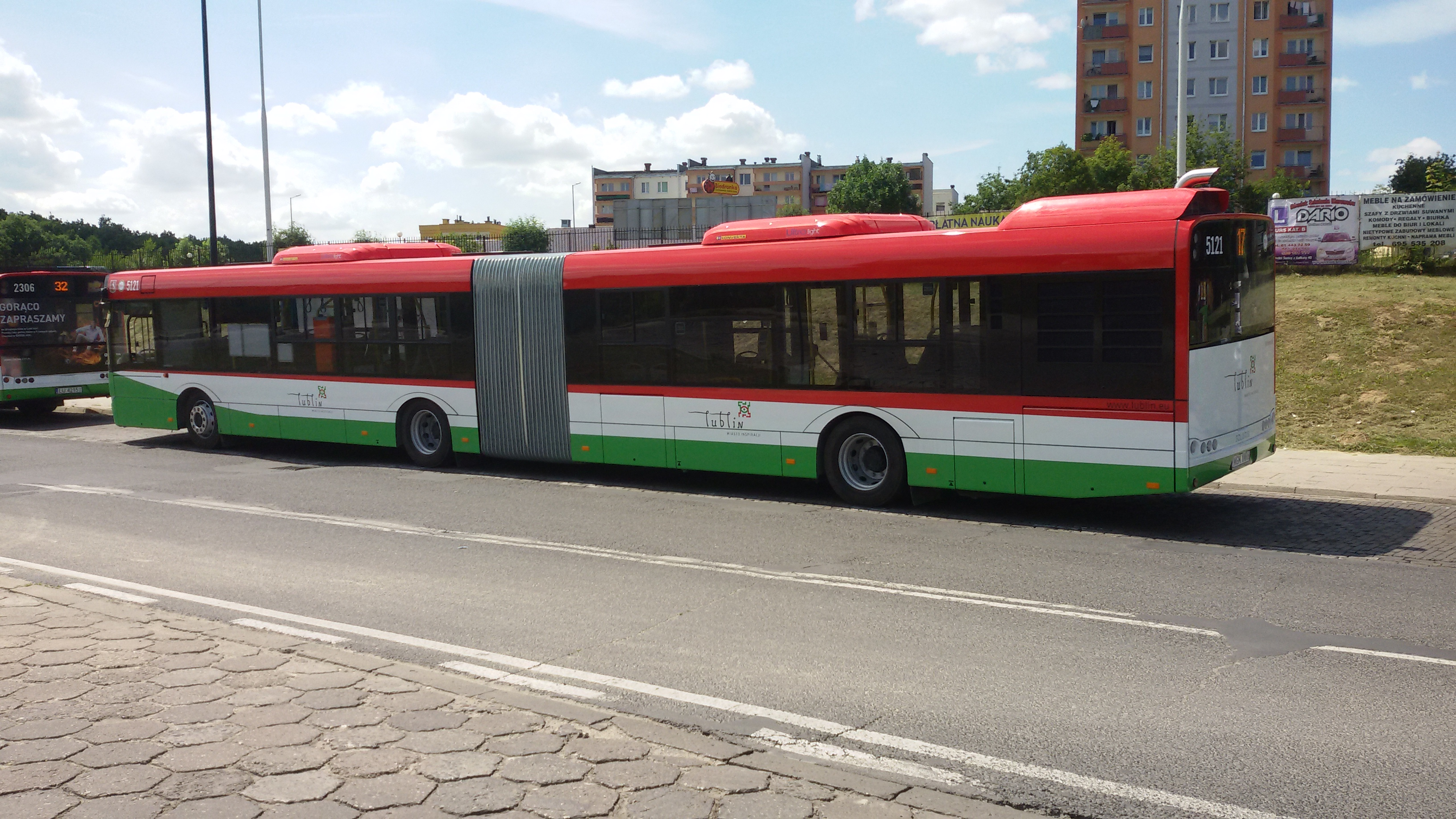
Solaris Urbino 18 na os. Widok (2015)

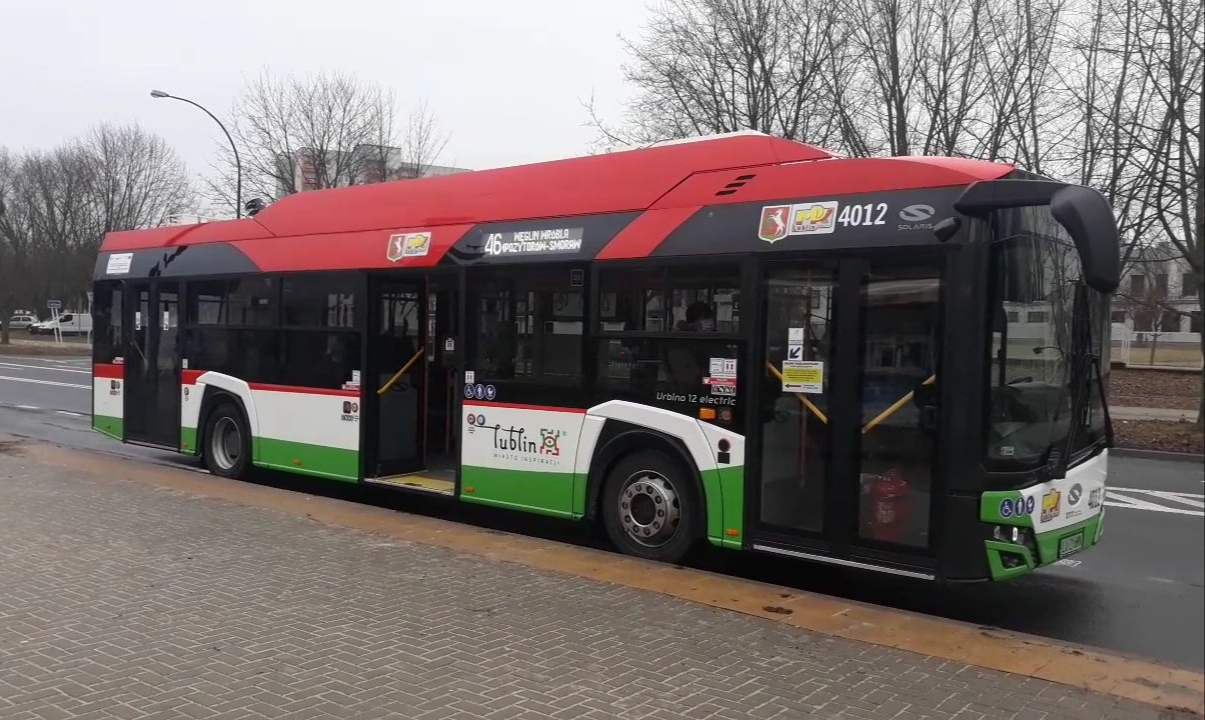
Solaris Urbino 12 electric na ul. Józefa Elsnera (2022)

W 2008 MPK unowocześniło tabor 20 autobusami marki Solaris Urbino 12 III. W 2012 wycofano z eksploatacji ostatnie Ikarusy przegubowe 280.26, których w 1990 było 122 sztuk, w 2003 – 66, w 2007 – 33 sztuki, a w 2010 – 10. Zastąpione zostały przez 12-metrowe Mercedesy 0405N z końca lat 90. i nowe zakupione Solarisy Urbino 12III.
Na początku 2009 MPK ogłosiło przetarg na 20 nowych 12-metrowych i 10 18-metrowych przegubowych autobusów. Wygrał autobus Mercedes Conecto. Jednakże przetarg zrealizowano tylko w części dotyczącej pojazdów 12-metrowych. W taborze znalazły się dwa zakupione w grudniu 2008 12-metrowe Mercedesy Conecto. Testowany był Volvo 7700.
W 2011 ZTM w Lublinie rozstrzygnął przetarg na dostawę 80 sztuk nowych pojazdów. Część na 53 12-metrowe autobusy wygrało przedsiębiorstwo Autosan z modelem Autosan Sancity 12LF, a 27 przegubowych dostarczył Mercedes z modelem Mercedes-Benz O530 G. W 2011 przyjechało 20 Autosanów Sancity 12LF oraz wszystkie 27 Mercedes-Benz O530 G. W 2012 dojechały kolejne 23 sztuki Autosanów. Ostatnia dostawa wielkości 10 sztuk została dostarczona w 2013.
W związku z dostawami nowych pojazdów od 2011 do połowy 2014 zaprzestano eksploatować 77 autobusów, w tym: Ikarus 260 – 7 szt., Ikarus 280.26 – 10 szt., Jelcz M11 – 30 szt., Neoplan 4020 – 11 szt., Jelcz M125M – 2 szt., Kapena Thesi City – 7 szt., Jelcz L11 – 1 szt., Jelcz 120M – 2 szt., Jelcz M181MB – 1 szt., Jelcz M121M- 6 szt., oraz 45 trolejbusów, Jelcz PR110 – 38 szt., Jelcz 120MT – 6 szt., Jelcz M121E – 1 szt.
W 2012 ZTM rozstrzygnął przetarg na dostawę 20 sztuk autobusów klasy mini. Wygrało przedsiębiorstwo Autosan z modelem Autosan Sancity 9LE. Wszystkie pojazdy dostarczono w 2012.
1 maja 2014 po Lublinie zaczęło kursować 8 pojazdów 12 metrowych przewoźnika PKS Zielona Góra oraz od 1 października 10 pojazdów 18-metrowych. Po roku pojawiły się problemy ze względu na zły stan techniczny pojazdów oraz niewykonywanie kursów. Umowa została rozwiązana 8 marca 2016.
W 2015 ZTM w Lublinie rozstrzygnął przetarg na świadczenie usług 18 autobusami przegubowymi. Wygrało przedsiębiorstwo Meteor Irex-1 i zaproponowało świadczenie usług Solarisem Urbino 18 III generacji. Również w tym otwarto nową zajezdnię przy ul Grygowej, z halą o powierzchni 2,5 tys. m². Także w tym roku dokonano zmian w kursowaniu linii autobusowych i trolejbusowych.
Od 2016 do obsługi linii komunikacji miejskiej skierowano 30 fabrycznie nowych autobusów marki Mercedes Conecto. Firma «Warbus» rozpoczęła świadczenie usług na zlecenie ZTM w Lublinie 20 autobusami 18 metrowymi i 10 o standardowej długości 12 metrów. Kontrakt został zawarty na 8 lat.
W lutym 2018 roku po Lublinie zaczęło kursować 15 wydzierżawionych przez MPK Lublin na 10 lat autobusów marki Solaris Urbino 18 III generacji wyposażonych w silniki spełniające normy spalin Euro 6. 20 lutego MPK Lublin podpisało umowę z Konsorcjum URSUS BUS S.A. oraz mLeasing Spółka z o.o. na dzierżawę dziesięciu 12-metrowych autobusów na czas 10 lat. Pierwsza partia nowych autobusów miała zostać oddana do użytku w czerwcu 2018. Miały one zastąpić najstarsze pojazdy – Neoplany i Jelcze.
Na początku wakacji w 2019 roku w spółce «Warbus» występowały już niemałe problemy finansowe. Firma zapowiedziała odstąpienie od umowy przewozowej na samym początku sierpnia 2019, jednak już 17 lipca «Warbus» nagle poinformował lubelski ZTM o tym, że od następnego dnia na miasto nie wyjedzie 30 autobusów tego przewoźnika, w tym 20 przegubowych. Następstwem tego było utrudnienia kursowania 16 linii. Sprowadzono także 28 używanych autobusów Jelcz M121MI4 z Warszawy. Na początku 2021 roku Solaris dostarczył 5 z 15 zamówionych Solarisów Trollino 18 IV generacji, które trafiły na linie 158 i 160. Na początku października 2021 roku debiut zaliczyło 20 elektrycznych autobusów Solaris Urbino 12 electric.

### Inwestycje w tabor trolejbusowy

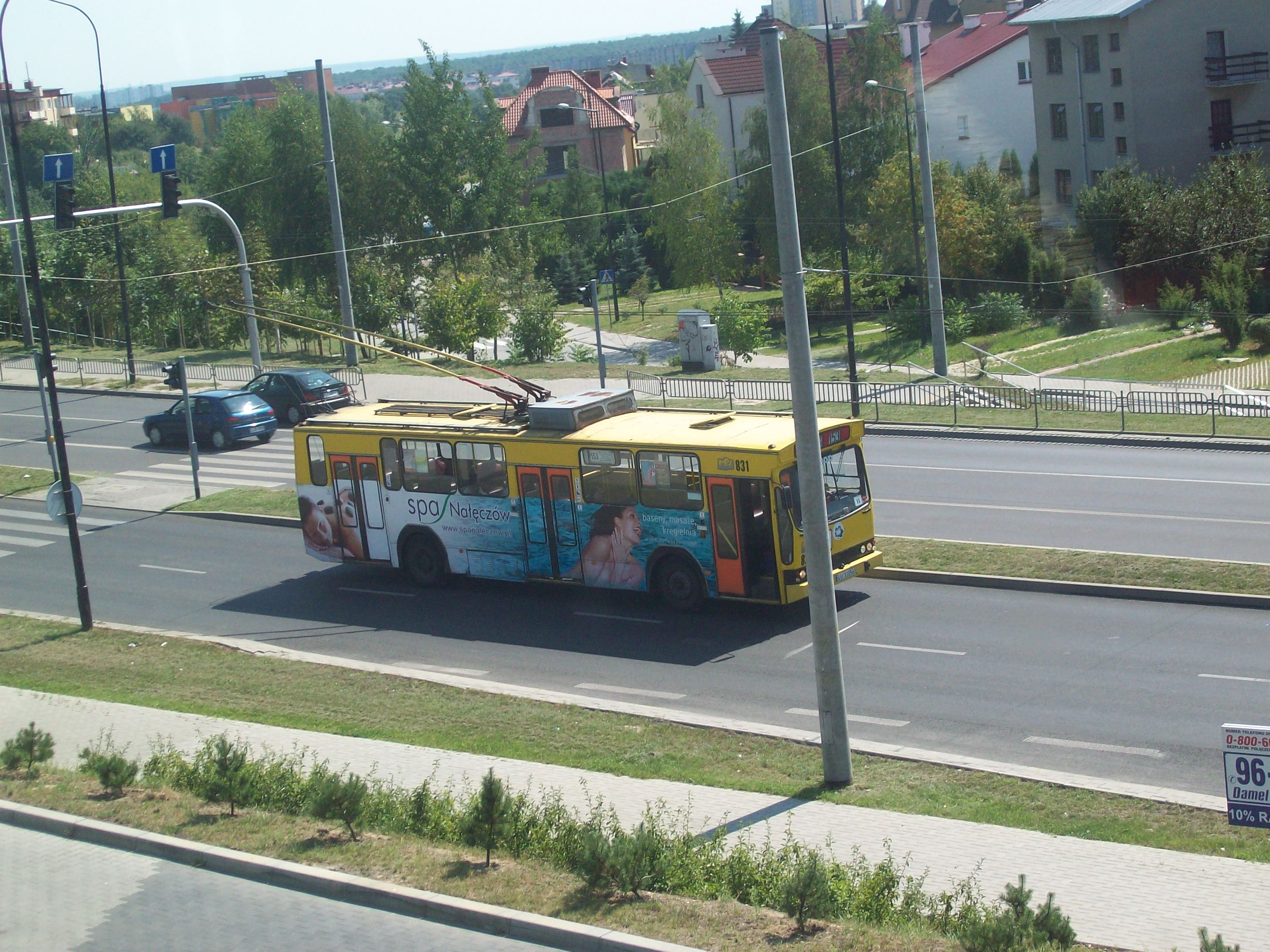
Jelcz PR110E z 1991 roku jako trolejbus linii 153 na nowym odcinku trakcji na ul. W. Orkana. Widok z Galerii „Orkana” (2008)

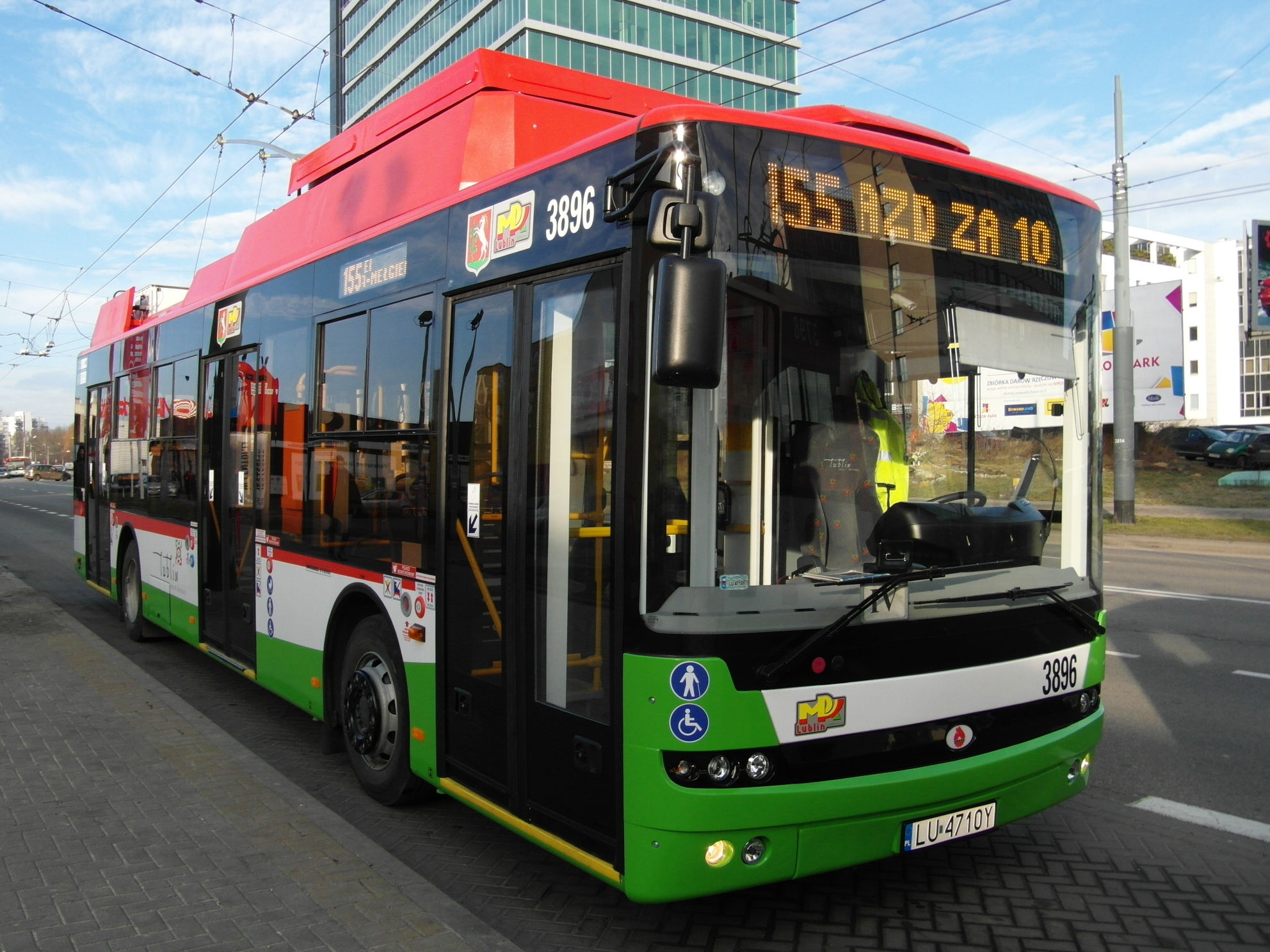
Bogdan/Ursus T701.16 linii 155 na ul. Zana (2013)

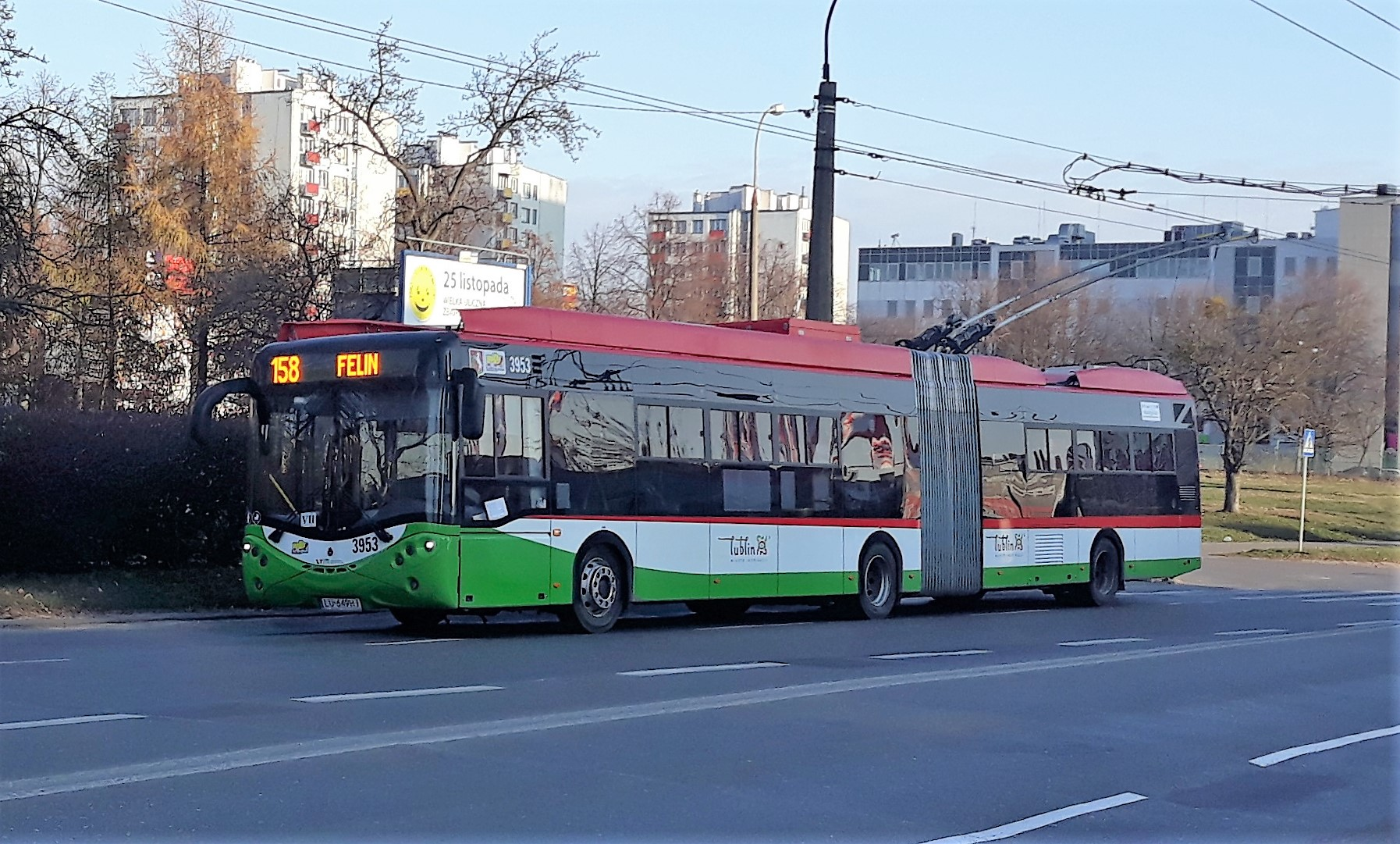
Ursus CS18T na ul. Zana (2018)

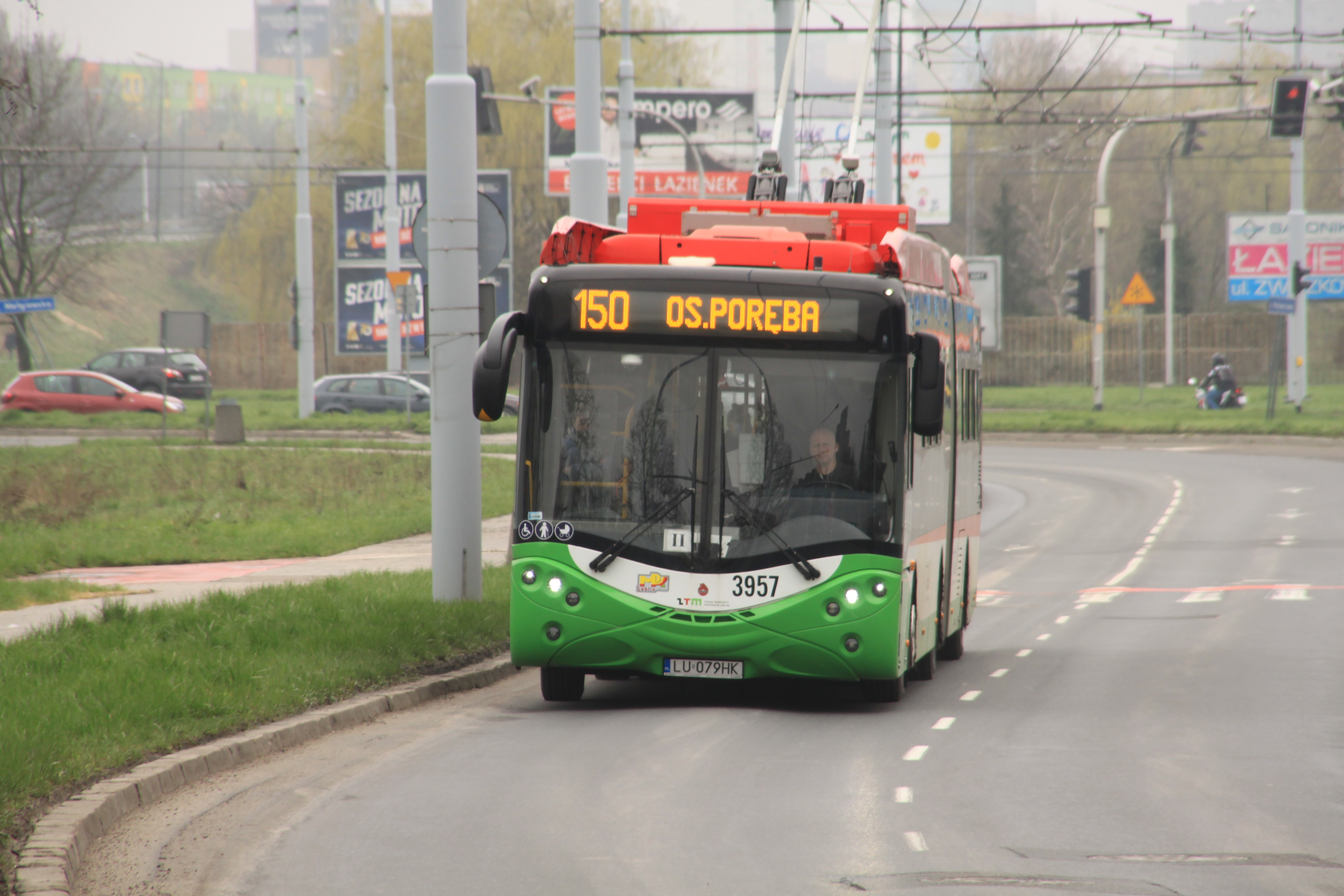
Ursus CS18T na al. gen. Władysława Andersa (2021)

Miejskie Przedsiębiorstwo Komunikacyjne ma 110 trolejbusów, wśród których znajdują się pojazdy marek Solaris, Ursus i Bogdan/Ursus. Przedsiębiorstwo ma także sprawny radziecki trolejbus ZiU-9. Jest to ostatni spośród wycofanej z użytkowania w ostatnich latach dość pokaźnej liczby tych pojazdów wprowadzanych w Lublinie od roku 1975. Został on wyremontowany w 2003. W sezonie obsługuje turystyczną linię „T”.
W 2007 roku zakupiono do Lublina trzy nowoczesne niskopodłogowe trolejbusy Solaris Trollino 12M. Były to pierwsze nowoczesne trolejbusy w Lublinie. Zakupiono je w ramach budowy nowego odcinka na Czubach. Od 5 czerwca 2008 po Lublinie kursuje kolejny trolejbus tej marki zakupiony w ramach budowy nowego odcinka.
W 2009 dostarczono kolejny trolejbus Solaris Trollino 12AC, którego zakup (podobnie jak budowę nowego odcinka sieci) dofinansowała Unia Europejska. W tym samym roku w lubelskich warsztatach MPK rozpoczęła się budowa trolejbusu na nadwoziu białoruskiego autobusu MAZ 203, testowanego w grudniu 2008. Trolejbus w październiku 2009 wyjechał na ulice Lublina i rozpoczął etap homologacji. W 2010 rozpoczął służbę liniową.
Od listopada 2009 r. lubelskie trolejbusy mają czterocyfrowe numery taborowe, rozpoczynające się cyfrą „3”. Wcześniej miały trzycyfrowe, nadawane po kolei, razem z kolejnymi dostawami. Po zmianie numeracji dodano „3” na początek starego numeru. Jeden z lubelskich trolejbusów miał numer 1223.
W 2011 r. na miasto wyjechały kolejne 3 nowe trolejbusy złożone w warsztatach MPK, Jelcz M121M. Od kwietnia 2011 zakupiono 30 kolejnych nowoczesnych trolejbusów marki Solaris Trollino 12S oraz 20 12-metrowych klimatyzowanych trolejbusów Solaris Trollino 12MB. Te pierwsze zostały wyprodukowane przez czeski koncern Skoda Electric na bazie Solarisa Trollino 12AC z Bolechowa. Te drugie mają dodatkowy napęd spalinowy, który nie wymaga czerpania energii przez pewien czas z sieci trakcyjnej nad jezdnią. Pojazdy są niskopodłogowe oraz są fabrycznie pomalowane w barwy miejskie Lublina. Wszystkie pojazdy zostały dostarczone w 2013 roku.
Oprócz trolejbusów z napędem spalinowym rozstrzygnięto przetarg na dostawę 38 sztuk nowych, niskopodłogowych trolejbusów 12-metrowych z dodatkowym zasilaniem bateryjnym umożliwiającym jazdę poza siecią trakcyjną na krótkich odcinkach. Zwycięzcą przetargu okazało się polsko-ukraińskie konsorcjum firm Ursus i Bogdan, którego ukraińska strona miała dostarczyć nadwozie do Lublina, a polska firma Ursus miała zająć się montażem instalacji i wyposażeniem wnętrza pojazdów. Od 2013 kursuje pierwsze 5 trolejbusów Bogdan/Ursus T70116. 12 kolejnych dostarczono w 2014, a pozostałe 21 w 2015.
ZTM Lublin rozstrzygnął również przetarg na dostawę 12 sztuk 18-metrowych trolejbusów z dodatkowym napędem bateryjnym. Wygrała firma Solaris z pojazdem Solaris Trollino 18. Pojazdy są niskopodłogowe i klimatyzowane. Lubelska sieć trolejbusowa przez pewien czas jako jedyna z trzech istniejących w kraju posiadała trolejbusy przegubowe. Dostawa pierwszych 6 sztuk pojazdów nastąpiła w maju 2014 r., a kolejnych 6 jesienią tego roku.
Do maja 2015 r. cały tabor trolejbusowy w Lublinie obsługiwała zbudowana w latach 60. zajezdnia przy al. Kraśnickiej na Helenowie. Od połowy lat 80., kiedy dokonano podziału taboru między zajezdnię Helenów i ukończoną w 1986 zajezdnię przy ul. Grygowej na Majdanie Tatarskim, ta pierwsza stała się właściwą zajezdnią trolejbusową. W drugiej obsługiwane są tylko autobusy. Wcześniejsze zajezdnie trolejbusowe mieściły się przy ul. Garbarskiej, Lipowej oraz Młyńskiej (teren dworca południowego PKS).
Lubelskie trolejbusy w maju 2015 wprowadziły się do nowej zajezdni trolejbusowej przy ulicy Antoniny Grygowej obok zajezdni autobusowej na Majdanie Tatarskim. Stara zajezdnia trolejbusowa na Helenowie została zlikwidowana, a teren miasto sprzedało inwestorowi. 9 maja przeniesiono część Solarisów Trollino 12MB z agregatem oraz Ursusów, pozostałe pojazdy przeniesiono do 18 maja i tego dnia wszystkie trolejbusy wyjechały już z nowej zajezdni.
W 2014 roku od ukraińskiego miasta Równe został odkupiony trolejbus Škoda 9Tr. W czerwcu 2020 r., po remoncie, pojazd został zarejestrowany jako zabytkowy. W zamierzeniu ma obsługiwać linię turystyczną. Nie zadebiutował on jednak w sezonie letnim z powodu pandemii; pierwsze jazdy z pasażerami zapowiadane są z okazji Europejskiego Tygodnia Zrównoważonego Transportu (od 16 do 23 września 2021).

## Aktualny tabor autobusowy

### Kursujące

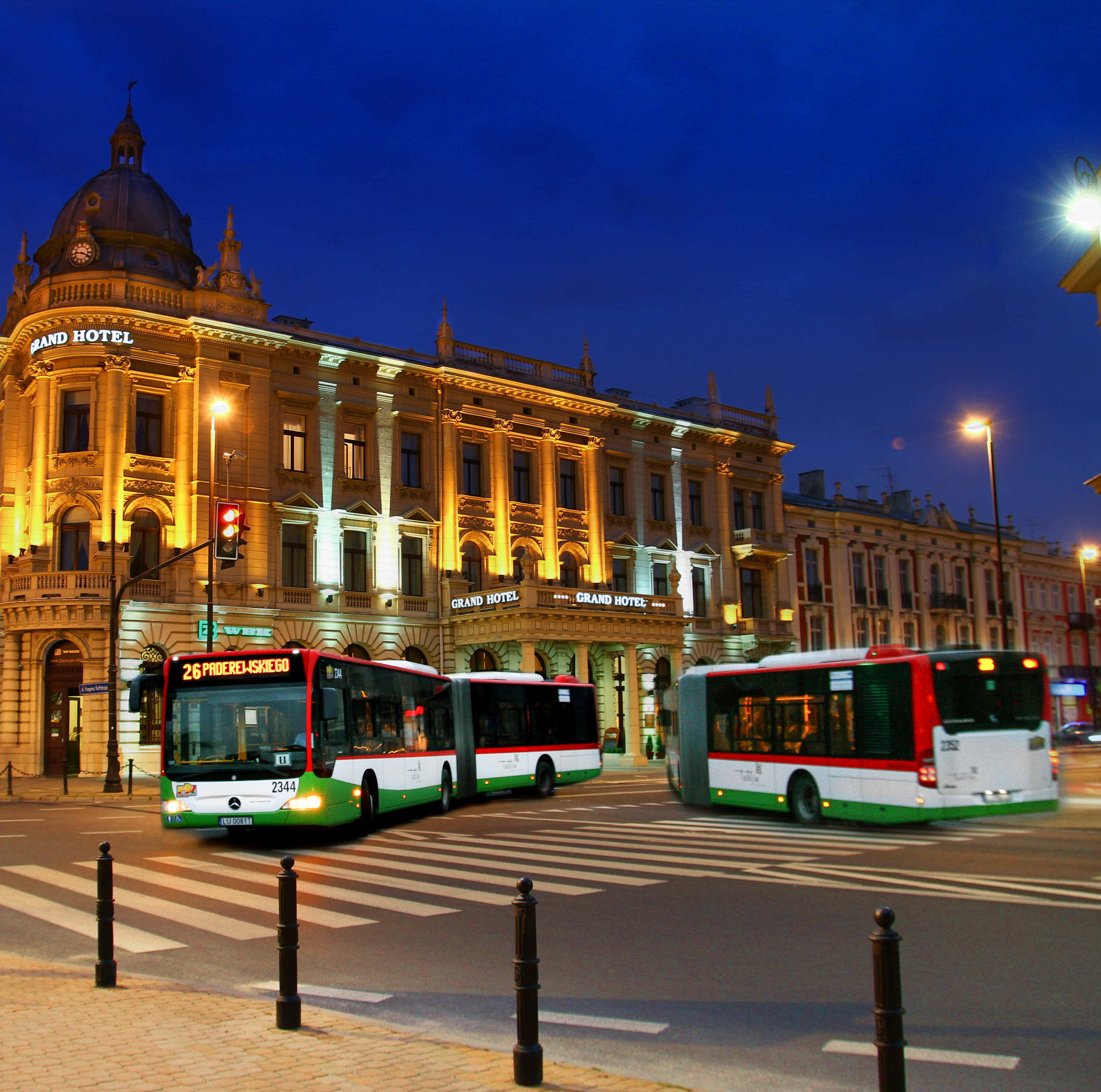
Mercedes Citaro, jeden z najpopularniejszych modeli autobusów w Lublinie (2013)

Trzon taboru autobusowego stanowią pojazdy MPK Lublin, wśród których najwięcej jest autobusów marki Autosan Sancity 12LF (53 sztuk), Solaris Urbino 12 IV Electric (32 sztuki) oraz Mercedes Citaro G (27 sztuk).
| Typ autobusu                                         | Eksploatacja od                                      | Lata produkcji                                       | przewóz osób na wózkach                              | klimatyzacja przestrzeni pasażerskiej                | Liczba |
| ---------------------------------------------------- | ---------------------------------------------------- | ---------------------------------------------------- | ---------------------------------------------------- | ---------------------------------------------------- | ------ |
| Arthur Bus 12 H2 Zero                                | 2024                                                 | 2024                                                 | przewóz osób na wózkach                              | klimatyzacja przestrzeni pasażerskiej                | 3      |
| Autosan Sancity 9LE                                  | 2012                                                 | 2012                                                 | przewóz osób na wózkach                              | klimatyzacja przestrzeni pasażerskiej                | 15     |
| Autosan Sancity 12LF                                 | 2011                                                 | 2011–2013                                            | przewóz osób na wózkach                              | klimatyzacja przestrzeni pasażerskiej                | 52     |
| Jelcz M121I4                                         | 2019                                                 | 2007–2008                                            | przewóz osób na wózkach                              |                                                      | 16     |
| Mercedes Conecto 628 LF                              | 2009                                                 | 2008–2009                                            | przewóz osób na wózkach                              | *                                                    | 22     |
| Mercedes Conecto 628 G                               | 2009                                                 | 2009                                                 | przewóz osób na wózkach                              |                                                      | 10     |
| Mercedes Citaro O530G                                | 2011                                                 | 2011                                                 | przewóz osób na wózkach                              | klimatyzacja przestrzeni pasażerskiej                | 27     |
| Solaris Urbino 12 III                                | 2008                                                 | 2008                                                 | przewóz osób na wózkach                              |                                                      | 19     |
| Solaris Urbino 15 I                                  | 2001                                                 | 2001                                                 | przewóz osób na wózkach                              |                                                      | 1      |
| Solaris Urbino 18 III                                | 2018                                                 | 2018                                                 | przewóz osób na wózkach                              | klimatyzacja przestrzeni pasażerskiej                | 30     |
| Ursus E70110 Eco Volt                                | 2015                                                 | 2014                                                 | przewóz osób na wózkach                              | klimatyzacja przestrzeni pasażerskiej                | 1      |
| Ursus CS12LFD                                        | 2018                                                 | 2018                                                 | przewóz osób na wózkach                              | klimatyzacja przestrzeni pasażerskiej                | 18     |
| Solaris Urbino 12 IV Electric                        | 2021, 2022                                           | 2020, 2021                                           | przewóz osób na wózkach                              | klimatyzacja przestrzeni pasażerskiej                | 32     |
| Solaris Urbino 18 Electric                           | 2023                                                 | 2023                                                 | przewóz osób na wózkach                              | klimatyzacja przestrzeni pasażerskiej                | 7      |
| Solaris Urbino 12 Hydrogen                           | 2023                                                 | 2023                                                 | przewóz osób na wózkach                              | klimatyzacja przestrzeni pasażerskiej                | 1      |
| Wszystkie pojazdy                                    | Wszystkie pojazdy                                    | Wszystkie pojazdy                                    | Wszystkie pojazdy                                    | Wszystkie pojazdy                                    | 256    |
| Liczba autobusów niskopodłogowych i niskowejściowych | Liczba autobusów niskopodłogowych i niskowejściowych | Liczba autobusów niskopodłogowych i niskowejściowych | Liczba autobusów niskopodłogowych i niskowejściowych | Liczba autobusów niskopodłogowych i niskowejściowych | 256    |
| Udział autobusów niskopodłogowych i niskowejściowych | Udział autobusów niskopodłogowych i niskowejściowych | Udział autobusów niskopodłogowych i niskowejściowych | Udział autobusów niskopodłogowych i niskowejściowych | Udział autobusów niskopodłogowych i niskowejściowych | 100%   |
| Udział autobusów klimatyzowanych                     | Udział autobusów klimatyzowanych                     | Udział autobusów klimatyzowanych                     | Udział autobusów klimatyzowanych                     | Udział autobusów klimatyzowanych                     | 81%    |

Oprócz Miejskiego Przedsiębiorstwa Komunikacyjnego sp. z o.o. w Lublinie jeżdżą również:
| Typ autobusu          | Eksploatacja od | Lata produkcji | przewóz osób na wózkach | klimatyzacja przestrzeni pasażerskiej | Liczba |
| --------------------- | --------------- | -------------- | ----------------------- | ------------------------------------- | ------ |
| Solaris Urbino 18 III | 2015            | 2015           | przewóz osób na wózkach | klimatyzacja przestrzeni pasażerskiej | 5      |
| Solbus Solcity SM18   | 2023–2024       | 2014           |                         |                                       | 7      |

| Typ autobusu          | Eksploatacja od | Lata produkcji | przewóz osób na wózkach | klimatyzacja przestrzeni pasażerskiej | Liczba |
| --------------------- | --------------- | -------------- | ----------------------- | ------------------------------------- | ------ |
| MAZ 103.485           | 2016            | 2015           | przewóz osób na wózkach | klimatyzacja przestrzeni pasażerskiej | 4      |
| MAZ 203.057           | 2016            | 2012           | przewóz osób na wózkach | klimatyzacja przestrzeni pasażerskiej | 1      |
| MAZ 203.058           | 2016            | 2013           | przewóz osób na wózkach | klimatyzacja przestrzeni pasażerskiej | 1      |
| MAZ 203.069           | 2018            | 2015           | przewóz osób na wózkach | klimatyzacja przestrzeni pasażerskiej | 1      |
| Solbus SM12           | 2016            | 2011           | przewóz osób na wózkach | klimatyzacja przestrzeni pasażerskiej | 3      |
| MAN NG313             | 2019            | 2004           | przewóz osób na wózkach |                                       | 1      |
| Solaris Urbino 18 III | 2020            | 2008           | przewóz osób na wózkach |                                       | 1      |

| Typ autobusu          | Eksploatacja od | Lata produkcji | przewóz osób na wózkach | klimatyzacja przestrzeni pasażerskiej | Liczba |
| --------------------- | --------------- | -------------- | ----------------------- | ------------------------------------- | ------ |
| MAN NL223             | 2014            | 2000–2001      | przewóz osób na wózkach |                                       | 2      |
| MAN NL263             | 2014            | 2000–2003      | przewóz osób na wózkach | klimatyzacja przestrzeni pasażerskiej | 5      |
| Mercedes Citaro O530  | 2015            | 2000–2003      | przewóz osób na wózkach | klimatyzacja przestrzeni pasażerskiej | 2      |
| Mercedes Citaro O530G | 2015            | 2001           | przewóz osób na wózkach | klimatyzacja przestrzeni pasażerskiej | 1      |
| Solaris Urbino 12 II  | 2020            | 2004           | przewóz osób na wózkach |                                       | 1      |
| Solaris Urbino 12 III | 2015            | 2006–2007      | przewóz osób na wózkach | klimatyzacja przestrzeni pasażerskiej | 5      |
| Mercedes O405N2       | 2014            | 1996           | przewóz osób na wózkach |                                       | 1      |

### Zabytkowy tabor autobusowy[42]
| Typ autobusu  | Eksploatacja od | Lata produkcji | przewóz osób na wózkach | klimatyzacja przestrzeni pasażerskiej | Liczba |
| ------------- | --------------- | -------------- | ----------------------- | ------------------------------------- | ------ |
| Ikarus 280    | 1985            | 1973–2002      |                         |                                       | 1      |
| Jelcz 272 MEX | 1971            | 1963–1977      |                         |                                       | 1      |

## Aktualny tabor trolejbusowy

### Kursujące[43]

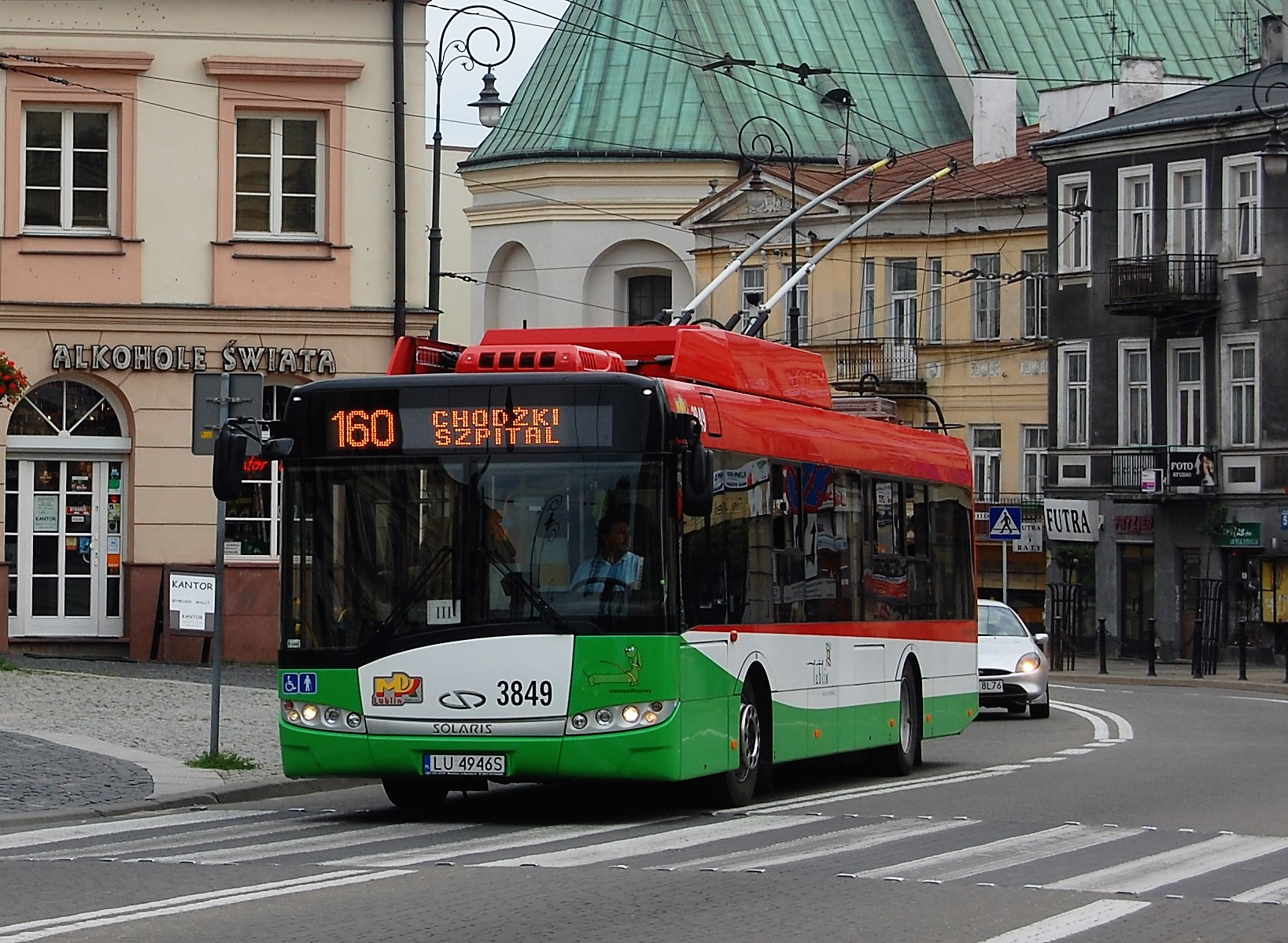
Solaris Trollino 12, najpopularniejszy model trolejbusu w Lublinie (2011)

Trzon taboru trolejbusowego MPK Lublin stanowią pojazdy marki Solaris Trollino 12 (47 sztuk).
| Typ trolejbusu                                          | Eksploatacja od                                         | Lata produkcji                                          | przewóz osób na wózkach                                 | klimatyzacja przestrzeni pasażerskiej                   |                                                         | Liczba |
| ------------------------------------------------------- | ------------------------------------------------------- | ------------------------------------------------------- | ------------------------------------------------------- | ------------------------------------------------------- | ------------------------------------------------------- | ------ |
| Solaris Trollino III 12S                                | 2013                                                    | 2012                                                    | przewóz osób na wózkach                                 | klimatyzacja przestrzeni pasażerskiej                   |                                                         | 9      |
| Solaris Trollino III 12MB                               | 2013                                                    | 2013                                                    | przewóz osób na wózkach                                 | klimatyzacja przestrzeni pasażerskiej                   |                                                         | 20     |
| Solaris Trollino III 18                                 | 2014                                                    | 2014                                                    | przewóz osób na wózkach                                 | klimatyzacja przestrzeni pasażerskiej                   |                                                         | 12     |
| Bogdan/Ursus T701.16                                    | 2013                                                    | 2013–2014                                               | przewóz osób na wózkach                                 | klimatyzacja przestrzeni pasażerskiej                   |                                                         | 37     |
| Ursus CS 18LFT                                          | 2018                                                    | 2018                                                    | przewóz osób na wózkach                                 | klimatyzacja przestrzeni pasażerskiej                   |                                                         | 15     |
| Solaris Trollino IV 18                                  | 2021                                                    | 2020                                                    | przewóz osób na wózkach                                 | klimatyzacja przestrzeni pasażerskiej                   |                                                         | 15     |
| Wszystkie pojazdy                                       | Wszystkie pojazdy                                       | Wszystkie pojazdy                                       | Wszystkie pojazdy                                       | Wszystkie pojazdy                                       | Wszystkie pojazdy                                       | 108    |
| W tym niskopodłogowe i niskowejściowe                   | W tym niskopodłogowe i niskowejściowe                   | W tym niskopodłogowe i niskowejściowe                   | W tym niskopodłogowe i niskowejściowe                   | W tym niskopodłogowe i niskowejściowe                   | W tym niskopodłogowe i niskowejściowe                   | 108    |
| Procent trolejbusów niskopodłogowych i niskowejściowych | Procent trolejbusów niskopodłogowych i niskowejściowych | Procent trolejbusów niskopodłogowych i niskowejściowych | Procent trolejbusów niskopodłogowych i niskowejściowych | Procent trolejbusów niskopodłogowych i niskowejściowych | Procent trolejbusów niskopodłogowych i niskowejściowych | 100%   |
| Udział trolejbusów klimatyzowanych                      | Udział trolejbusów klimatyzowanych                      | Udział trolejbusów klimatyzowanych                      | Udział trolejbusów klimatyzowanych                      | Udział trolejbusów klimatyzowanych                      | Udział trolejbusów klimatyzowanych                      | 100%   |

### Zabytkowe
| Typ trolejbusu | Eksploatacja od | Lata produkcji | przewóz osób na wózkach | klimatyzacja przestrzeni pasażerskiej | Liczba |
| -------------- | --------------- | -------------- | ----------------------- | ------------------------------------- | ------ |
| Škoda 9Tr      | 1963            | 1961–1982      |                         |                                       | 1      |
| ZiU-9          | 1985–2000       | 1972–2015      |                         |                                       | 1      |

## Autobusy i trolejbusy wycofane z eksploatacji liniowej w MPK Lublin[45]
- Autosan H9-35 (1976–1984)
- FIAT 418AC (1991–1999)
- Ikarus 60 (1954–1969)
- Ikarus 620 (1964–1972)
- Ikarus 260 (1982–2012)
- Ikarus 280 (1982–2012)
- Ikarus 280T (1991–1999)
- JaTB-2 (1953–1955)
- Jelcz 120MM (2000–2018)
- Jelcz L11 (1989–2012)
- Jelcz M11 (1985–2018)
- Jelcz M121M (1995–2020)
- Jelcz 021 (1977–1982)
- Jelcz 272 MEX (1965–1983)
- Jelcz M125M (1999–2015)
- Jelcz PR110U/Jelcz PR110M (1978–2003)
- Mavag TR5 (1950–1962(?))
- MAN SG 192/MAN SG 220 (1992–1999)
- Mercedes O305 (1993–2002)
- Mercedes-Benz O405N (2005–2020)
- Mercedes O405NCNG (2007–2008)
- Neoplan N4020 (1996–2019)
- San H01B (1958–1967)
- San H100B (1968–1976)
- Skoda 706RTO (1959–1972)
- Škoda 8Tr (1955–1975)
- Škoda 9Tr (1963–1980)
- Solaris Urbino 18CNG (2006–2009)
- ZiU-9 (1975–2001)
- Vetra VBRh (1954–1955)

## Organizacje pozarządowe
W Lublinie działają organizacje pozarządowe zajmujące się statutowo transportem miejskim: Lubelskie Towarzystwo Ekologicznej Komunikacji, Lubelskie Towarzystwo Zrównoważonego Transportu i Forum Rozwoju Lublina. Pierwsze z wymienionych posiadało unikatowe pojazdy komunikacji miejskiej. Kolekcja ta miała być przekazana lokalnemu muzeum komunikacji miejskiej. Pomysł jednak nie został zrealizowany.